# Arameo samaritano
El arameo samaritano es el dialecto arameo usado por los samaritanos para su literatura sagrada y teológica. No debe confundirse con el dialecto hebreo de los samaritanos, el hebreo samaritano de las Escrituras.
Dejó de ser una lengua hablada en algún período comprendido entre los siglos X y XII. Morfológicamente se asemeja al arameo de los Targumim (palabra que en arameo significa "interpretación") y se escribe con el alfabeto samaritano.
Entre los trabajos escritos más importantes en arameo samaritano están la traducción del Pentateuco samaritano bajo la forma de una versión parafraseada del Targum; además de textos litúrgicos, exegéticos y legales, no obstante trabajos ulteriores del mismo tipo fuesen por lo común escritos en árabe.

## Ejemplo
Éxodo 20:1-6:
1. Umellel Elâ'e yet kel milleyya aalen elmimar.
2. Ana Šema Eluek deppiqtek men ara Mişrem mibbet awadem.
3. La ya'i lak ela'en uranem al eppi.
4. La tewed lak efsel ukel demu debšumeyya millel wedbaraa millera wedbameyya millera laraa.
5. La tisgad lon ula tešememminon ala anaki Šema elaak el qana fuqed ob awaan al banem wel telitaem wel rewi'a'em elsenai.
6. Wabed esed lalafem elra'emi welnateri fiqqudi.

Observe las similitudes con el judeo-arameo como el del Targum Onqelos para este mismo pasaje (algunas de sus expresiones fueron parafraseadas y no literalmente traducidas).
1. וּמַלֵּיל יְיָ יָת כָּל פִּתְגָמַיָּא הָאִלֵּין לְמֵימַר
2. אֲנָא יְיָ אֱלָהָךְ דְּאַפֵּיקְתָּךְ מֵאַרְעָא דְּמִצְרַיִם מִבֵּית עַבְדוּתָא
3. לָא יִהְוֵי לָךְ אֱלָהּ אָחֳרָן, בָּר מִנִּי
4. לָא תַּעֲבֵיד לָךְ צֵילַם וְכָל דְּמוּ דְּבִשְׁמַיָּא מִלְּעֵילָא וְדִבְאַרְעָא מִלְּרַע וְדִבְמַיָּא מִלְּרַע לְאַרְעָא
5. לָא תִּסְגּוֹד לְהוֹן וְלָא תִּפְלְחִנִּין אֲרֵי אֲנָא יְיָ אֱלָהָךְ אֵל קַנָּא מַסְעַר חוֹבֵי אֲבָהָן עַל בְּנִין מָרָדִין עַל דָּר תְּלִיתַאי וְעַל דָּר רְבִיעַאי לְסָנְאָי כַּד מַשְׁלְמִין בְּנַיָּא לְמִחְטֵי בָּתַר אֲבָהָתְהוֹן
6. וְעָבֵיד טֵיבוּ לְאַלְפֵי דָּרִין לְרָחֲמַי וּלְנָטְרֵי פִּקּוֹדָי